# It Don't Get Any Better Than This
It Don't Get Any Better Than This è un album in studio del cantante statunitense George Jones, pubblicato nel 1998.

## Tracce
1. Wild Irish Rose – 4:40 (Bobby Braddock)
2. Small Y'all – 2:46 (Braddock)
3. Over You – 3:56 (Braddock)
4. It Don't Get Any Better Than This (feat. Waylon Jennings, Johnny Counterfit, Merle Haggard, Bobby Bare & Willie Nelson) – 3:07 (Buddy Cannon, Norro Wilson, Max D. Barnes)
5. Smack Dab – 2:54 (T.W. Hale, Kerry Kurt Phillips)
6. Don't Touch Me – 4:23 (Hank Cochran)
7. Got to Get to Louisiana (con T. Graham Brown) – 3:02 (Steve Schuffert, Alexander Harvey)
8. When Did You Stop Loving Me – 3:42 (Monty Holmes, Donny Kees)
9. I Said All That to Say All This – 2:34 (Claire Davidson, Karyn Rochelle)
10. No Future for Me in Our Past – 2:59 (Glenn Martin, Leigh Dillard)
11. I Can Live Forever – 3:44 (Tony Stampley, Johnny Christopher, Bucky Lindsey)